# The Skulls - I teschi
The Skulls - I teschi (The Skulls) è un film del 2000 diretto da Rob Cohen.

## Trama
Luke McNamara è uno studente modello e campione di canottaggio, il cui sogno è quello di entrare a far parte della società segreta de "I Teschi". Nonostante gli avvertimenti del suo amico Will Beckford, che sta conducendo una ricerca sulla setta per un suo articolo di giornale, Luke accetta l'invito di alcuni adepti insieme al futuro collega Caleb a entrare nella setta segreta e inizialmente assapora i vantaggi di essere un "teschio".
Tuttavia comincia anche a trascurare i vecchi amici e, quando uno di essi (Will) viene trovato impiccato nel corso della sua indagine, scopre di essere finito in qualcosa più grande di lui e da cui non sarà facile uscire.